# Catherine Missal
Catherine Missal, née le 15 novembre 1999, est une actrice américaine.

## Carrière
En 2022, elle tient un rôle secondaire dans la série télévisée dramatique de Hulu, Tell Me Lies.

## Filmographie

### Cinéma
- 2013 : Vijay and I : Lily
- 2014 : Movement and Location : Rachel
- 2015 : Vive les vacances : Adena
- 2016 : Natural Selection : Tiffany

### Télévision
- 2011–2012 : New York, unité spéciale : Emily Culphers / Heather (2 épisodes)
- 2017 : Doubt : Amy jeune
- 2018 : Blacklist : Tara Rayburn
- 2022 : Tell Me Lies : Bree (10 épisodes)